# Brasserie Jupiler
Vous pouvez aider à l'améliorer ou bien discuter des problèmes sur sa page de discussion.
- Il ne cite pas suffisamment ses sources. Vous pouvez indiquer les passages à sourcer avec {{référence nécessaire}} ou {{Référence souhaitée}}, et inclure les références utiles en les liant aux notes de bas de page. (Marqué depuis avril 2021)
- Il contient une ou plusieurs listes. Le texte gagnerait à être rédigé sous la forme d’un ou plusieurs paragraphes synthétiques, afin d’être plus agréable à lire. (Marqué depuis avril 2021)

- Archive Wikiwix
- Bing
- Cairn
- DuckDuckGo
- E. Universalis
- Gallica
- Google
- G. Books
- G. News
- G. Scholar
- Persée
- Qwant
- (zh) Baidu
- (ru) Yandex
- (wd) trouver des œuvres sur Wikidata

La Brasserie Jupiler (anciennement Piedbœuf) est une entreprise située à Jupille-sur-Meuse au nord de la commune et ville de Liège en province de Liège (Belgique). Elle est l'une des plus grandes brasseries du pays et la plus importante de la province de Liège et de Wallonie. La brasserie fait partie du groupe brassicole international AB InBev.

## Historique de la brasserie
En 1812, l'entreprise débute en fabriquant du matériel de brasserie. C’est en 1853 que Jean-Théodore Piedbœuf se lance dans le brassage de bières dans une brasserie située à Jupille-sur-Meuse en rive droite de la Meuse. L'entreprise prend le nom de brasserie Piedbœuf. 
Dans les années 1950, en réponse à la concurrence allemande, Albert Van Damme, membre de la famille Piedbœuf, choisit de créer une bière blonde de basse fermentation et maltée. C'est ainsi que naquit la Jupiler « Urtyp », avec une terminaison en « er » pour rappeler une sonorité germanique,.
Cette petite brasserie ne va cesser de s'accroître pour arriver à produire 2 750 000 hl de bière par an et occuper 3 800 personnes en 1979.
En 1987, la brasserie fusionne avec la brasserie Artois de Louvain pour former le groupe Interbrew. Actuellement elle est l'un des cinq sites de production en Belgique du groupe Anheuser-Busch InBev, héritier d'Interbrew,.
Une nouvelle brasserie industrielle voit le jour en 1992 sur le site initial agrandi à une superficie de 28 hectares. Elle prendra le nom de brasserie Jupiler en se référant à la célèbre bière de type pils Jupiler brassée depuis 1966. Elle produit principalement des bières de fermentation basse,.
La brasserie occupe 510 employés en 2014[réf. souhaitée].

## Principales bières
- Jupiler, bière blonde de type pils (fermentation basse) titrant à 5,2 % de volume d'alcool
- Jupiler 0,0 % à 0 % de volume d'alcool
- Jupiler Pure blonde à 3,1 % de volume d'alcool
- Jupiler Blue  à 3,3 % de volume d'alcool
- Jupiler Blue Lemon & Lime à 3,3 % de volume d'alcool
- Tauro  à 8,3 % de volume d'alcool
- Piedbœuf Blonde, bière de table à 1,2 % de volume d'alcool
- Piedbœuf Brune, bière de table à 1,2 % de volume d'alcool
- Piedbœuf Triple, bière de table à 3,8 % de volume d'alcool

## Autres brasseries belges AB InBev
- Brasserie Artois
- Brasserie Belle-Vue
- Brasserie Bosteels
- Brasserie Hoegaarden

## Galeries

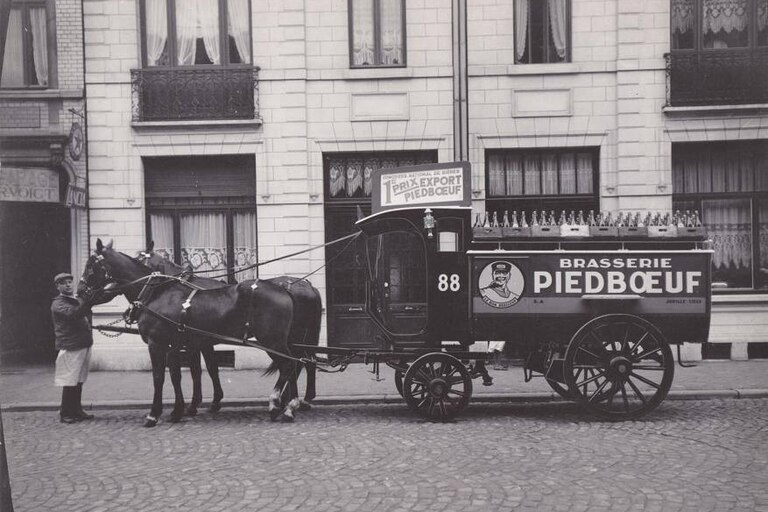
Charrette Piedboeuf transportant des bières
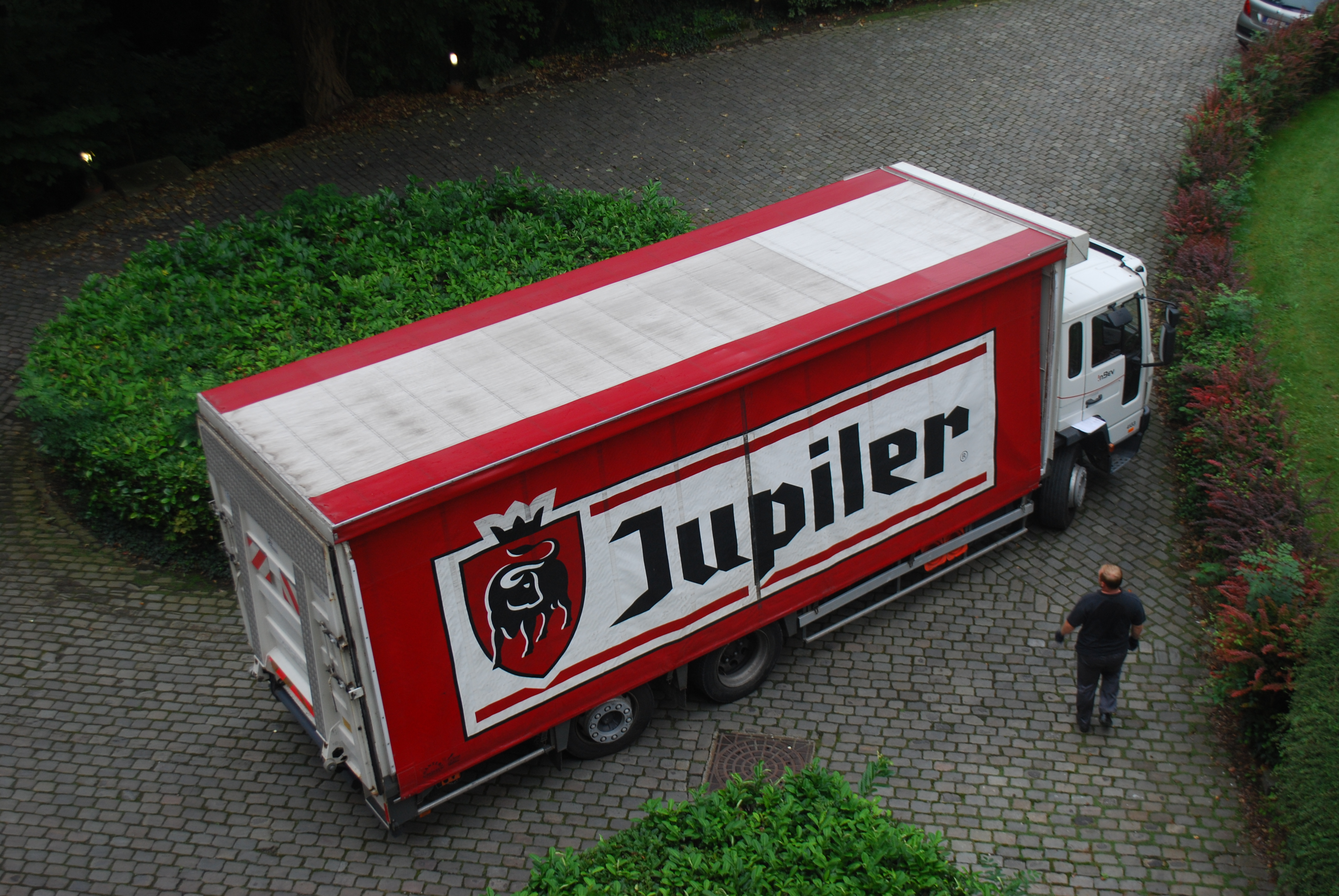
Camion Jupiler
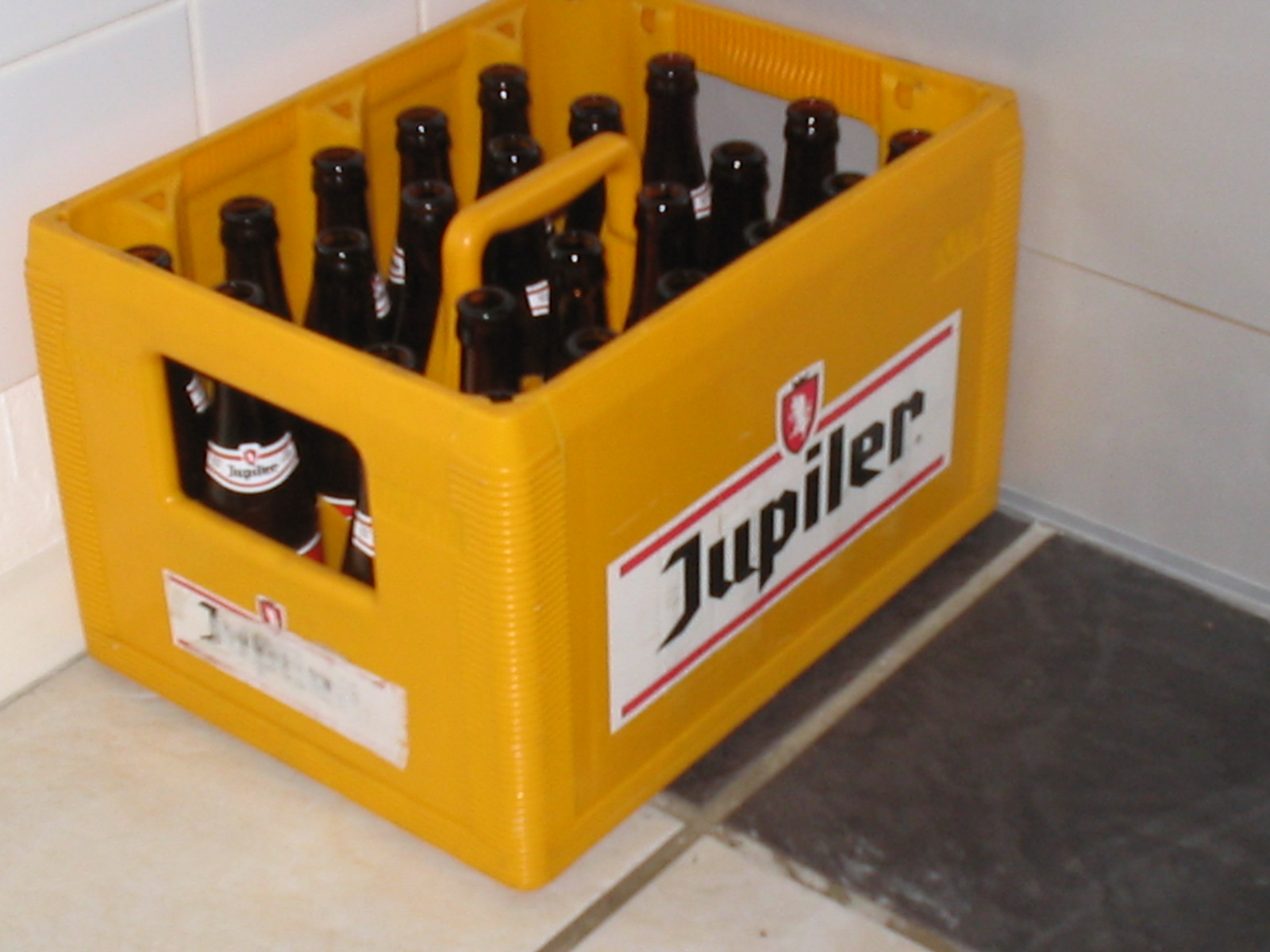
Bac de bières Jupiler
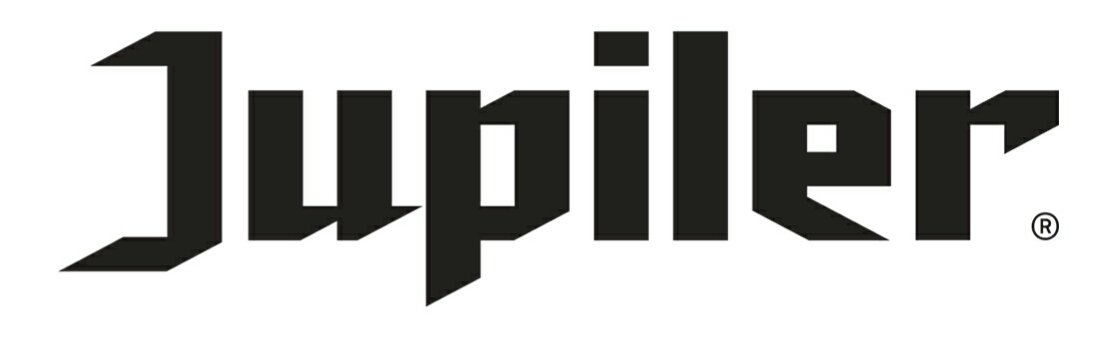
Logo Jupiler